# سیکلوهگزانول
سیکلوهگزانول (به انگلیسی: Cyclohexanol) با فرمول شیمیایی C۶H۱۲O یک ترکیب شیمیایی با شناسه پاب‌کم ۷۹۶۶ است. که جرم مولی آن 100.158 g/mol می‌باشد. شکل ظاهری این ترکیب، مایع بی‌رنگ چسبناک است.